# 戴爾鎮區 (阿肯色州克勞福德縣)
戴爾鎮區（英語：Dyer Township）是位於美國阿肯色州克勞福德縣的一個行政鎮區。

## 地方資料
戴爾鎮區的面積為39.16平方千米，當中陸地面積為37.87平方千米，而水域面積為1.29平方千米。根據2010年美國人口普查的數據，當地共有人口2002人，而人口密度為每平方千米51.12人。